# Тектогенез
Тектогенез (рос. тектогенез, англ. tectogenesis, нім. Tektogenese f) —
1. Сукупність тектонічних рухів і процесів, під впливом яких формуються тектонічні структури земної кори.[1] Розрізняють альпінотипний, германотипний, сибіретипний та інші, а також первинний — формування глибинних структур, і вторинний, або гравітаційний — утворення складок і розривів у верхній частині земної кори під дією сили тяжіння. За переважним напрямком руху також розрізняють радіальний і тангенціальний.[2]
2. Епохи планетарної складчастості, що періодично повторюються (див. складчастість, орогенез).

## Типи
- Альпінотипний — характеризується складними складчастими структурами з перевагою насувів і шар'яжів.

- Германотипний — характеризується утворенням слабкої відкритої складчастості, поодиноких малопотужних диз'юнктивів і відсутністю кислих інтрузій.[3]

- Сибіретипний — ускладнення складчастих структур більш давніх формацій, що вже випробували складчастість у попередні фази тектогенезу, при цьому особливо дислокуються, збираючись у додаткові складки й піддаючись розсланцюванню, некомпетентні горизонти цих форм. Нерідко проявляються тангенціальні розриви, що переходять потім у шар'яжні утворення, у покривах яких зустрічаються закріплені осадові товщі або навіть більш прадавні інтрузиви. Навіть при не дуже яскравому прояві брилової складчастості супроводжується утворенням великих інтрузій. Відрізняється від альпінотипного менш яскравим проявом покривних структур, а також відсутністю на площі його розвитку значних нових геосинклінальних відкладів, а від германотипного — інтенсивністю дислокацій і потужним розвитком інтрузивних процесів.